# NGC 5845
NGC 5845 este o galaxie eliptică situată în constelația Fecioara. A fost descoperită în 1786 de către William Herschel. Se află la o distanță de 29,65 de megaparseci de Pământ.